# Domenico Zampolini
Domenico Zampolini (Spoleto, 25 luglio 1957) è un ex cestista e dirigente sportivo italiano.

## Carriera

### Giocatore

#### Club
Nato a Spoleto, Zampolini venne notato da Aldo Alvisini, dirigente del settore giovanile della Sebastiani Rieti che lo portò nel capoluogo reatino. Debuttò in prima squadra nel 1974. Sul finire della stagione 1977-1978, con una rosa guidata da coach Elio Pentassuglia che vedeva la presenza, oltre che di Zampolini e del suo giovane concittadino Roberto Brunamonti, anche degli americani Willie Sojourner e Cliff Meely, il club riuscì non solo a riconquistare la promozione in Serie A1, ma anche (grazie al regolamento dell'epoca) di partecipare alla poule scudetto che vide Rieti superare anche quel turno eliminando la Gabetti Cantù con due superprestazioni di Zampolini che segnò 39 punti a Cantù e 36 nella partita di ritorno a Rieti
, per poi terminare la propria corsa alle semifinali scudetto perse 1-2 contro Varese. L'anno seguente la squadra reatina bissò il raggiungimento delle semifinali scudetto, ma si fece strada anche nella Coppa Korać 1978-1979 fino ad arrivare alla finalissima, persa a Belgrado contro i padroni di casa del Partizan in un match in cui Zampolini segnò 19 punti.
Nell'estate 1979 la società reatina, nell'ottica di far quadrare i conti, decise di accettare l'offerta da parte del Basket Rimini la quale, stando a fonti di stampa, si attestò su oltre 200 milioni di lire.  All'epoca i romagnoli si apprestavano a disputare la loro seconda stagione di sempre nel campionato di Serie A2 con ambizioni di rilievo, dopo una campagna acquisti che oltre a Zampolini portò ad esempio anche il pivot della nazionale Renzo Vecchiato agli ordini del nuovo tecnico Arnaldo Taurisano, reduce dalla conquista di tre Coppe delle Coppe di fila con Cantù. In quel campionato di A2, in cui Zampolini dovette saltare più di una partita, arrivò tuttavia solo un decimo posto. L'anno seguente Rimini si piazzò invece al sesto posto.

Zampolini alla Scavolini Pesaro

Al termine della stagione 1980-1981, Zampolini venne ceduto da Rimini alla Scavolini Pesaro venendo informalmente ribattezzato "Mister Miliardo", poiché di fatto fu il primo cestista italiano il cui cartellino venne pagato quella cifra. Al suo primo anno pesarese, nel corso della decisiva gara 3 delle semifinali scudetto contro la Virtus Bologna, Zampolini segnò allo scadere il canestro che portò i biancorossi a vincere 88-87 e ad approdare così alle prime finali scudetto della loro storia, anche se esse vennero poi perse contro l'Olimpia Milano. Durante l'annata seguente, il 9 marzo 1983 la Scavolini sul neutro di Palma di Maiorca vinse la finale di Coppa delle Coppe 1982-1983 imponendosi sui francesi dell'ASVEL Villeurbanne con 12 punti di Zampolini, per quella che fu la prima coppa europea vinta dal club. Nel maggio 1985 Pesaro riuscì invece a vincere la sua prima Coppa Italia dopo un doppio confronto contro Varese in cui Zampolini segnò 13 punti nella gara di andata e 18 in quella di ritorno. Nello stesso anno, il 1984-1985, la squadra tornò a disputare le finali scudetto, le quali videro una doppia sconfitta contro Milano nonostante i 26 punti di Zampolini in gara 1 e i 19 in gara 2. Il 19 maggio 1988 fu invece la volta della conquista del primo scudetto, conquistato ai danni di Milano. Anche il secondo scudetto pesarese arrivò con la presenza di Zampolini in rosa, il 29 maggio 1990 infatti l'ala umbra chiuse gara 4 (che sancì il trionfo biancorosso) delle finali contro Varese con 16 punti in 21 minuti a referto. Un ulteriore trofeo giunse il 5 marzo 1992 con la vittoria della Coppa Italia 1992, partita in cui la Scavolini ebbe la meglio sulla Benetton Treviso con 6 punti di un trentaquattrenne Zampolini.
La sua lunga parentesi pesarese si concluse al termine della stagione 1992-1993 con 433 presenze accumulate in dodici anni di permanenza, numeri che lo resero il secondo giocatore con più presenze nella storia del club dietro al solo Walter Magnifico.
Chiuse la carriera dopo l'annata 1993-1994, trascorsa con il Fabriano Basket in Serie A2.

#### Nazionale
L'esordio di Zampolini con la nazionale maggiore avvenne il 20 maggio 1978 in occasione di un'amichevole in Svizzera. Da allora collezionò un totale di 40 presenze e 203 punti complessivi, incluse le partecipazioni agli Europei 1979 e a quelli del 1981. Proprio durante la manifestazione continentale del 1981 realizzò il suo massimo di punti in una singola partita in azzurro, con i 15 punti segnati alla Turchia.

### Dirigente
Zampolini tornò a Rieti nel 2003 nelle vesti di dirigente della Nuova Sebastiani Basket Rieti. Restò in società per quattro anni, nel periodo in cui gli amarantocelesti conquistarono due promozioni che fecero salire la squadra Serie B d'Eccellenza fino alla Serie A, poi non fu confermato.
Nel settembre 2016 fu ufficializzato il suo ingaggio come nuovo general manager dei Crabs Rimini, squadra di Serie B con sede nella città in cui nel frattempo egli si era stabilito già da alcuni anni. Tre mesi più tardi ricevette la carica formale di nuovo presidente della stessa società al posto di Luciano Capicchioni, il quale continuò comunque ad essere proprietario del club. Prima dell'inizio della stagione 2018-2019, che avrebbe visto i biancorossi scesi in Serie C a causa della retrocessione sopraggiunta l'anno precedente, la società decise di non iscrivere la prima squadra al campionato, complice anche la creazione del nuovo progetto Rinascita Basket Rimini che nacque in contrapposizione proprio ai Crabs.
Il 2 dicembre 2020 venne annunciato come nuovo general manager della Real Sebastiani Rieti, squadra creata pochi mesi prima con l'intento di raccogliere l'eredità delle precedenti società del basket reatino. Rimase fino alla scadenza contrattuale del 30 giugno 2021.
Nel settembre 2023 divenne presidente dei Tigers Romagna, società che si apprestava a disputare la Serie B Interregionale 2023-2024 sul parquet di Cervia ma che poi si ritirò a stagione in corso per motivi economici.

## Palmarès
- Coppa delle Coppe: 1

V.L. Pesaro: 1982-83
- Campionato italiano: 2

V.L. Pesaro: 1987-88, 1989-90
- Coppa Italia: 2

V.L. Pesaro: 1985, 1992